# ساكن أحمد عبد الله (لودر)

تعديل مصدري - تعديل

ساكن احمد عبد الله هي إحدى قرى عزلة زارة بمديرية لودر التابعة لمحافظة أبين، بلغ تعداد سكانها 40 نسمة حسب تعداد اليمن لعام 2004.